# Croton chunianus
Espèce
Classification APG II (2003)
Croton chunianus est une espèce de plantes à fleurs du genre Croton et de la famille des Euphorbiaceae, présente en Chine, dans la province du Hainan.